# Vũ Văn Hóa Cập
Vũ Văn Hóa Cập (tiếng Trung: 宇文化及; bính âm: Yǔwén Huàjí, ? - 619) là một tướng lĩnh của triều Tùy trong lịch sử Trung Quốc. Năm 618, ông đã lãnh đạo một cuộc binh biến chống lại và giết chết Tùy Dạng Đế. Sau đó, ông đưa cháu (gọi bằng bác) của Tùy Dạng Đế là Dương Hạo lên làm hoàng đế và dẫn đội Kiêu Quả quân (驍果军) định tiến về đông đô Lạc Dương. Ông nhiều lần bại trận dưới tay Lý Mật, Lý Thần Thông, và cuối cùng là Đậu Kiến Đức. Thấy mình sắp thất bại, ông ta đã giết Dương Hạo và tự xưng là hoàng đế của nước Hứa (許). Năm 619, ông bị Đậu Kiến Đức bắt giết.

## Bối cảnh
Vũ Văn Hóa Cập là con trưởng của Vũ Văn Thuật, một thuộc cấp thân tín của Tấn vương Dương Quảng. Vũ Văn Thuật đã đóng một vai trò lớn trong việc giúp Dương Quảng thay thế vị trí thái tử của Dương Dũng vào năm 600. Sau đó, Vũ Văn Hóa Cập trở thành một chỉ huy thị vệ trong Đông cung. Ông thường cưỡi ngựa chạy với tốc độ cao trên những đường phố tại kinh thành Trường An, cầm một ná bắn đá và bắn các hòn đá ra từ nó. Ông ta đã từng vài lần bị bãi miễn quan chức vì nhận tiền hối lộ, nhưng sau đó đều được Dương Quảng thuyết phục Tùy Văn Đế phục chức cho. Dương Quảng gả con gái của mình là công chúa Nam Dương cho em trai Vũ Văn Hóa Cập là Vũ Văn Sĩ Cập.
Năm 604, Tùy Văn Đế qua đời, Dương Quảng lên kế vị, tức là Tùy Dạng Đế. Tùy Dạng Đế phong Vũ Văn Hóa Cập làm thái phó thiếu khanh. Năm 607, khi Tùy Dạng Đế viếng thăm quận Du Lâm (nay gần tương ứng với Du Lâm, Thiểm Tây), Vũ Văn Hóa Cập cùng một em trai khác là Vũ Văn Trí Cập (宇文智及) đã tham gia vào việc buôn bán vốn bị cấm với người Đột Quyết. Tùy Dạng Đế đã tức giận định xử tử, nhưng sau đã xá miễn, chỉ giáng anh em họ xuống làm nô bộc cho Vũ Văn Thuật.
Năm 616, do phía Bắc đất nước đắm chìm trong các cuộc khởi nghĩa nông dân, Tùy Dạng Đế đã nghe theo đề xuất của Vũ Văn Thuật mà đến Giang Đô (nay thuộc Dương Châu, Giang Tô). Vũ Văn Thuật cùng các con tháp tùng Tùy Dạng Đế đến đó, song đến mùa đông năm 616, Vũ Văn Thuật qua đời. Tùy Dạng Đế nhớ tới công lao của Vũ Văn Thuật nên đã phong Vũ Văn Hóa Cập làm 'hữu đồn vệ tướng quân', cũng phục chức cho Vũ Văn Trí Cập. Tùy Dạng Đế cũng cho phép Vũ Văn Hóa Cập kế tập tước Hứa quốc công của Vũ Văn Thuật.

## Binh biến chống lại Tùy Dạng Đế
Tùy Dạng Đế cho rằng mình đang được đội Kiêu Quả quân tinh nhuệ bảo vệ chắc chắn ở Giang Đô, nên không muốn trở về phương Bắc hỗn loạn, suy tính việc dời đô từ Trường An đến Đan Dương (nay thuộc Nam Kinh, Giang Tô). Trong khi đó, các binh sĩ Kiêu Quả phần lớn đều quê ở vùng Quan Trung (quanh kinh thành Trường An), thấy rằng hoàng đế không định trở về Trường An, do nhớ nhà đã suy tính đến việc đào ngũ. Một vài chỉ huy của quân Kiêu Quả như: Tư Mã Đức Kham (司馬德戡), Bùi Kiền Thông (裴虔通), và Nguyên Lễ (元禮); đã lập mưu đào ngũ. Hai chỉ huy âm mưu bỏ trốn là Triệu Hành Xu (趙行樞, bạn của Vũ Văn Trí Cập) và Dương Sĩ Lãm (楊士覽, cháu của Trí Cập), thảo luận kế hoạch đào ngũ với Trí Cập. Vũ Văn Trí Cập cho rằng nếu các binh sĩ Kiêu Quả đào ngũ, thì chắc sẽ bị truy lùng và bị xử tử; nên ông ta đề xuất tiến hành binh biến. Theo đề xuất của Triệu Hành Xu và Tiết Thế Lương (薛世良), các chỉ huy Kiêu Quả quân đã mời Vũ Văn Hóa Cập làm thủ lĩnh của họ. Vũ Văn Hóa Cập bị cho là người nhát gan, ban đầu khi nhận được lời mời thì hoảng sợ, song cuối cùng đã chấp thuận.
Vào cuối mùa xuân năm 618, các chỉ huy Kiêu Quả quân đã tiến hành âm mưu của mình, và do họ vốn là những người tin cẩn nên đã nhanh chóng tiến được vào cung. Ban đầu, họ tuyên bố rằng chỉ muốn yêu cầu Tùy Dạng Đế trở về Trường An, song ngay sau đó đã bắt đầu tố cáo tội trạng của Tùy Dạng Đế, cũng như sát hại con nhỏ của Tùy Dạng Đế là Dương Cảo. Tùy Dạng Đế đã quyết định tự sát bằng thuốc độc, song do không thể nhanh chóng tìm được thuốc độc, theo yêu cầu của Dạng Đế, một chỉ huy quân Kiêu Quả là Lệnh Hồ Hành Đạt (令狐行達) đã lấy chiếc khăn cuốn của Dạng Đế để siết cổ giết chết Dạng Đế.
Ban đầu Vũ Văn Hóa Cập định tôn Dương Tú (em trai của Dạng Đế) lên ngôi, song các thủ lĩnh binh biến khác phản đối ý này, đem giết Dương Tú và các nhi tử cùng các thành viên khác trong hoàng tộc nhà Tùy. Nhiều quan lại cấp cao, bao gồm thừa tướng Ngu Thế Cơ (虞世基), Bùi Uẩn (裴蘊), Lai Hộ Nhi (來護兒), Viên Sung (袁充), Vũ Văn Hiệp (宇文協), Vũ Văn Bạc (宇文皛), và Tiêu Củ (蕭矩), đã bị giết. Trừ Tần vương Dương Hạo, chắt của Tùy Dạng Đế, và là bạn với Trí Cập, nên được Trí Cập tha. Vũ Văn Hóa Cập cũng tha cho hai trọng trần khác là Bùi Củ (裴矩) (do đối đãi tốt với Kiêu Quả quân) và Tô Uy (蘇威) (do bị Dạng Đế không tin dùng khi trị vì).

## Nhiếp chính cho Dương Hạo
Vũ Văn Hóa Cập tự xưng là đại thừa tướng, và trên thực tế trở thành người nhiếp chính. Vũ Văn Hóa Cập ban một chiếu chỉ nhân danh Tiêu hoàng hậu, tuyên bố Dương Hạo là hoàng đế, song không cho phép Dương Hạo thực sự nắm bất cứ quyền lực nào của triều đình. Ngay sau đó, Vũ Văn Hóa Cập tập hợp quần thần của Tùy Dạng Đế, bao gồm cả các phi tần và thị nữ, cũng như các quan lại, và bắt đầu tiến về phía tây bắc, hướng đến đông đô Lạc Dương, để tướng Trần Lăng (陳稜) trấn giữ Giang Đô. Trên đường, các chỉ huy của Kiêu Quả quân gồm Mạch Mạnh Tài (麥孟才), Tiền Kiệt (錢傑), và Thẩm Quang (沈光) đã cố tiến hành một cuộc phản binh biến nhằm lật đổ Vũ Văn Hóa Cập và trả thù cho Tùy Dạng Đế, song họ chỉ có thể giết được kẻ đồng mưu Nguyên Mẫn (元敏) trước khi bị bao vây và bị giết.
Trong khi đó, Vũ Văn Hóa Cập bắt đầu sống xa hoa, dùng các đồ vật và cho thực thi các lễ nghi chỉ thích hợp với hoàng đế. Do không sẵn lòng từ bỏ kho châu báu của Tùy Dạng Đế, Vũ Văn Hóa Cập đã cho mang nó theo, tiêu tốn rất nhiều nhân lực. Sửng sốt trước cách cư xử của Vũ Văn Hóa Cập, Tư Mã Đức Kham, Triệu Hành Xu cùng một vài chỉ huy khác đã lập mưu chống lại Vũ Văn Hóa Cập, theo đó Tư Mã Đức Kham sẽ trở thành thủ lĩnh thay thế. Tuy nhiên, khi họ bí mật đề nghị sự trợ giúp từ thủ lĩnh khởi nghĩa chống Tùy là Mạnh Hải Công (孟海公) ở gần đó, Mạnh Hải Công đã không nhanh chóng hồi đáp, và âm mưu bị lộ, Vũ Văn Hóa Cập đã phái Vũ Văn Sĩ Cập đi bắt giữ Tư Mã Đức Kham. Vũ Văn Hóa Cập quở trách Tư Mã Đức Kham:
dữ công lục lực cộng định hải nội, xuất vu vạn tử. Kim thủy sự thành, nguyện đắc đồng thủ phú quý, công hựu hà vi phản dã? (chúng ta đã cố gắng cùng nhau bình thiên hạ, thoát ra khỏi cả vạn người tử nạn. Bây giờ chúng ta đã thực hiện được nó, và nay là lúc chúng ta chia sẻ phú quý với nhau. Tại sao ngươi lại âm mưu chống lại ta?)
Tư Mã Đức Kham đáp lại:
bổn sát hôn chủ, khổ kì độc hại. Lập túc hạ nhi hựu thậm chi, bức vu vật tình, bất hoạch dĩ dã. (Chúng ta giết chết Tùy Dạng Đế là do không thể chịu nổi sự vô đạo và tàn bạo của ông ta, và chúng ta ủng hộ ngươi. Song nhà ngươi còn tệ hơn cả vua Tùy Dạng Đế. Ta buộc phải làm điều này).
Vũ Văn Hóa Cập sau đó xử tử Tư Mã Đức Kham.
Khi tiến đến Lạc Dương, quân của Vũ Văn Hóa Cập đã phải giao chiến với Ngõa Cương quân của Lý Mật - một thủ lĩnh khởi nghĩa chống Tùy. Ban đầu, Vũ Văn Hóa Cập không thể vượt qua Lý Mật, bèn vòng qua đánh chiếm lấy Đông quận (nay thuộc An Dương, Hà Nam). Cả Lý Mật và các quan lại cũ triều đình nhà Tùy ở Lạc Dương đều lo sợ trước động thái tiếp sau của Vũ Văn Hóa Cập, đã liên minh với nhau, theo đó Lý Mật công nhận Dương Đồng là vua. Vũ Văn Hóa Cập vài lần tiến đánh Lý Mật song đã không thể thắng thế. Lý Mật biết rằng nguồn cung lương thực của Vũ Văn Hóa Cập đang cạn kiệt, vì thế đã giả vờ nghị hòa với Vũ Văn Hóa Cập, đồng ý tiếp tế lương thực cho quân của Vũ Văn Hóa Cập, song ngầm lập kế thu giữ lương thực và tấn công Hóa Cập khi Hóa Cập đã cạn lương. Tuy nhiên, Vũ Văn Hóa Cập đã biết được kế của Lý Mật, và quay sang tấn công bất ngờ Lý Mật, Lý Mật suýt mất mạng nhưng được bộ tướng Tần Thúc Bảo cứu, và đẩy lui được Vũ Văn Hóa Cập. Vũ Văn Hóa Cập không thể tìm được lương thực nên buộc phải tiến về phía bắc để tránh xa Lý Mật, Lý Mật cũng không lùng theo. Nhiều binh sĩ của Vũ Văn Hóa Cập đã hàng Lý Mật, song ông vẫn giữ được khoảng 2 vạn lính.
Sau khi đến Ngụy huyện (nay thuộc Hàm Đan, Hà Bắc), thuộc hạ thân tín của Vũ Văn Hóa Cập là Trương Khải (張愷) đã âm mưu chống lại ông. Vũ Văn Hóa Cập đã phát hiện ra âm mưu và xử tử Trương Khải cùng những người đồng mưu, song vào thời điểm này các tướng sĩ của ông ngày càng nản chí và ngày càng nhiều người đào ngũ. Vũ Văn Hóa Cập tin rằng ngày thất bại đã đến gần nên muốn đoạt lấy ngôi vua. Vào mùa thu năm 618, Vũ Văn Hóa Cập đã hạ độc giết chết Dương Hạo và xưng làm hoàng đế của nước Hứa.

## Làm hoàng đế
Vào mùa xuân năm 619, Vũ Văn Hóa Cập tấn công Nguyên Bảo Tàng, một tướng cũ của Lý Mật. (Lý Mật đã bị tướng Tùy Vương Thế Sung đánh bại vào mùa thu năm 618 phải chạy sang quy thuận nhà Đường). Nguyên Bảo Tàng sau cũng đầu hàng Đường. Sau đó, tướng nhà Đường là Lý Thần Thông (李神通), em họ của Đường Cao Tổ, đã tiến đánh Vũ Văn Hóa Cập. Vũ Văn Hóa Cập chống không nổi Lý Thần Thông, phải chạy về phía đông đến Liêu Thành. Lý Thần Thông đuổi theo và bao vây Liêu Thành.
Ở Liêu Thành, Vũ Văn Hóa Cập cố dùng châu báu mang theo để lôi kéo các thủ lĩnh khởi nghĩa chống Tùy khác đến giúp mình. Vương Bạc đã chấp thuận, và tiến vào Liêu Thành, giúp Hóa Cập phòng thủ. Nhưng cũng đúng lúc Vũ Văn Hóa Cập cạn kiệt lương thực và quyết định đầu hàng Lý Thần Thông. Phó thủ Thôi Dân Cán (崔民幹) đề xuất rằng Lý Thần Thông hãy cho Vũ Văn Hóa Cập đầu hàng, song Lý Thần Thông đã từ chối vì muốn phô trương sức mạnh và đoạt lấy kho báu của Vũ Văn Hóa Cập. Trong khi đó, Vũ Văn Hóa Cập đã phái Vũ Văn Sĩ Cập ra ngoài thành tìm lương thực, và Vũ Văn Sĩ Cập đã cung cấp một số lương thực cho Liêu Thành. Do vậy, quân của Vũ Văn Hóa Cập đã phục hồi phần nào, và do đó ông đã rút đề nghị đầu hàng và tiếp tục kháng cự.
Tuy nhiên, Hạ vương Đậu Kiến Đức - một thủ lĩnh khởi nghĩa chống Tùy khác, vốn đã định đánh Vũ Văn Hóa Cập, đã tiến đến buộc Lý Thần Thông phải rút lui. Nhưng Đậu Kiến Đức cũng bao vây Liêu Thành, Vương Bạc đã mở cổng thành nghênh đón quân Hạ tiến vào. Đậu Kiến Đức bắt giữ Vũ Văn Hóa Cập và xưng thần khi gặp Tiêu hoàng hậu, tuyên bố để tang Dạng Đế và úy lạo các quan lại nhà Tùy. Đậu Kiến Đức bắt và hành hình Vũ Văn Trí Cập, Dương Sĩ Lãm cùng một vài thuộc hạ khác của Vũ Văn Hóa Cập. Sau đó, Đậu Kiến Đức giải Vũ Văn Hóa Cập cùng các con của Vũ Văn Hóa Cập là Vũ Văn Thừa Cơ và Vũ Văn Thừa Chỉ đến căn cứ của ông ta tại Tương Quốc (nay thuộc Hình Đài, Hà Bắc) và xử trảm. Trước khi bị hành quyết, Vũ Văn Hóa Cập chỉ nói một câu: "Bất phụ Hạ vương!" (Tôi chưa từng gây hại cho Hạ Vương!).
Người em của Vũ Văn Hoá Cập, Vũ Văn Sĩ Cập, do ở ngoài Liêu Thành nên thoát nạn, sau quy phục nhà Đường và trở thành nhân vật quan trọng của chính quyền Đường Cao Tổ, Đường Thái Tông.

## Thông tin gia tộc
- Cha
  - Vũ Văn Thuật, tướng quân nhà Tuỳ
- Con
  - Vũ Văn Thừa Cơ (bị Đậu Kiến Đức xử trảm năm 619)
  - Vũ Văn Thừa Chỉ (bị Đậu Kiến Đức xử trảm năm 619)
  - Ít nhất một người con nữa[cần dẫn nguồn]
- Anh em cùng mẹ
  - Vũ Văn Trí Cập, tướng nhà Tuỳ (bị Đậu Kiến Đức xử trảm năm 619)
  - Vũ Văn Huệ Cập (宇文惠及), tướng nhà Tuỳ, mất sớm. Trong tiểu thuyết Thuyết Đường, cái chết của ông được miêu tả là do bị Tần Thúc Bảo giết chết.
- Anh em khác mẹ
  - Vũ Văn Sĩ Cập, tướng nhà Tuỳ, nhưng ông này nghe theo lời khuyên của người bạn Dương Nghĩa Thần (còn gọi Uý Trì Nghĩa Thần, tướng nhà Tuỳ, đóng quân ở đài Đông Lăng) và đầu hàng Lý Uyên (Đường Cao Tổ) trước khi Vũ Văn Hoá Cập tự xưng hoàng đế. Ông là người duy nhất trong gia tộc còn sống sau năm 619 và sau này trở thành tể tướng nhà Đường.

Hình tượng gia tộc Vũ Văn trong dân gian
Trong hí kịch, tiểu thuyết dã sử, như Thuyết Đường và Tùy Đường diễn nghĩa, ông có một con trai tên Vũ Văn Thành Đô (宇文成都), người được xem là đệ nhất dũng sĩ nhà Tuỳ, và hai người con khác tên là Vũ Văn Thành Long (宇文成龙) và Vũ Văn Thành Hổ (宇文成虎).